# 염소산염
염소산염(塩素酸塩, chlorate) 또는 클로레이트는 ClO-
3 화학식을 지닌 음이온으로서, 염소산의 염류이다. 여기서 염소 원자가 +5 산화수 안에 존재한다.

## 구조 및 결합
염소산염 이온은 루이스 구조 하나로만 표현할 수는 없는데, 이는 모든 Cl-O 결합의 길이가 같고 (염소산 칼륨 1.49 Å) 염소 원자가 초원자가분자의 형태이기 때문이다. 대신 여러 개의 공명 구조로 표현할 수 있다:

## 준비
- 3 Cl2 + 6 KOH → 5 KCl + KClO3 + 3 H2O

## 화합물
- 염소산 칼륨 (KClO3)
- 염소산 나트륨 (NaClO3)
- 염소산 마그네슘 (Mg(ClO3)2)

## 독성
염소산염은 상대적으로 독성이 있으나 환원시 일반적으로 무해한 염화물을 형성한다.
최근 환경부의 규제대상으로 추가된 무기계, 소독부산물인 클로레이트 및 브로메이트의 생성에 따른 문제점이 언급되고 있다.

## 같이 보기
- 브로메이트
- 차아염소산나트륨